# Alec Mazo
Alec Mazo (Gómel, Unión Soviética; 5 de abril de 1978) es un productor, coreógrafo y exbailarín de salón bielorruso-estadounidense. Es más conocido por su participación en la versión estadounidense del programa de baile de ABC, Dancing with the Stars, cuya primera temporada ganó junto con la actriz Kelly Monaco. El también participó en cinco temporadas del programa así como en cuatro giras de DWTS.

## Primeros años
Mazo nació en Gómel, Bielorrusia en una familia judía. Él ha estado bailando desde que tenía 5 años. A los 12 años, emigró de la Unión Soviética a San Antonio, Texas, y luego a San Francisco, donde su madre y exingeniera, Natasha, comenzó una escuela de danza. Mazo comenzó a estudiar allí a los 16 a fin de mejorar sus habilidades de socialización con las niñas, y para aliviar sus problemas de espalda.

### Educación
Estudió ciencias de la computación y luego ciencia cognitiva en la Universidad de California en Berkeley, con la esperanza de un día convertirse en un profesor de baile. Luego de Dancing With the Stars, Mazo fue a la Universidad de University para obtener su MBA. Actualmente dirige una compañía de producción especializada en espectáculos en vivo y formatos de televisión.

## Carrera

### Carrera temprana
Mazo apareció en la película de 1998 Baila Conmigo. Mazo se convirtió en profesional poco antes de que los productores de Dancing with the Stars comenzaran su búsqueda de bailarines para protagonizar el programa.

### Dancing with the Stars
Mazo fue uno de los primeros bailarines profesionales de Dancing with the Stars, apareciendo en la temporada 1 donde fue emparejado con la modelo y actriz de General Hospital, Kelly Monaco. Ellos llegaron a la final y ganaron la temporada logrando ser los primeros ganadores del programa. Mazo no participó en las temporadas 2 y 3 de 2006.
El 2007, el regresó al programa para la temporada 4 esta vez siendo emparejado con la ex supermodelo Paulina Porizkova, quienes fueron eliminados en la séptima semana, siendo la primera pareja eliminada de la competencia y terminando en el undécimo puesto. A pesar de haber sido eliminados primero, Paulina junto con Shandi Finnessey (quién fue eliminada a la semana siguiente) llevaban a cabo un promedio más alto que algunas de las parejas que duraron más que ellas. Para la temporada 5 tuvo como pareja a la modelo y actriz Josie Maran, siendo también la primera pareja eliminada de la competencia, quedando en el duodécimo puesto.
En 2007, Mazo no participó en la temporada 6, pero regresó para la temporada 7, esta vez siendo emparejado con la cantante y compositora Toni Braxton, siendo la quinta pareja eliminada de la competencia y terminando en el octavo puesto. Él no participó en la temporada 8, pero regresó para la temporada 9 en 2009, donde fue emparejado con la nadadora olímpica Natalie Coughlin; ellos fueron la sexta pareja eliminada y se ubicaron en el décimo puesto. Esta fue la última temporada que Mazo participó en el programa.

#### Rendimiento
| Temporada | Pareja            | Puesto | Promedio |
| --------- | ----------------- | ------ | -------- |
| 1         | Kelly Monaco      | 1.º    | 22.38    |
| 4         | Paulina Porizkova | 11.º   | 20.00    |
| 5         | Josie Maran       | 12.º   | 16.00    |
| 7         | Toni Braxton      | 8.º    | 22.33    |
| 9         | Natalie Coughlin  | 10.º   | 22.40    |

- Temporada 1 con Kelly Monaco

| Semana         | Baile / Canción                                 | Puntajes de los jueces | Puntajes de los jueces | Puntajes de los jueces | Resultado       |
| Semana         | Baile / Canción                                 | C. I.                  | L. G.                  | B. T.                  | Resultado       |
| -------------- | ----------------------------------------------- | ---------------------- | ---------------------- | ---------------------- | --------------- |
| 1              | Vals / «I Have Nothing»                         | 5                      | 4                      | 4                      | Sin eliminación |
| 2              | Rumba / «Hero»                                  | 5                      | 6                      | 6                      | Salvados        |
| 3              | Jive / «Footloose»                              | 6                      | 7                      | 8                      | Salvados        |
| 4              | Samba / «Bailamos»                              | 9                      | 9                      | 8                      | Salvados        |
| 4              | Grupo de Vals vienés / «I Got You Babe»         | Sin puntos extras      | Sin puntos extras      | Sin puntos extras      | Salvados        |
| 5 (Semifinal)  | Foxtrot / «Don't Know Why»                      | 8                      | 7                      | 7                      | Dos últimos     |
| 5 (Semifinal)  | Pasodoble / «Bamboleo»                          | 9                      | 8                      | 8                      | Dos últimos     |
| 6 (Final)      | Samba / «Bailamos»                              | 7                      | 9                      | 9                      | Ganadores       |
| 6 (Final)      | Freestyle / «Let's Get Loud»                    | 10                     | 10                     | 10                     | Ganadores       |
| Duelo de baile | Chachachá / «Lady Marmalade»                    | 7                      | 9                      | 9                      | Segundo puesto  |
| Duelo de baile | Quickstep / «Diamonds Are a Girl's Best Friend» | 9                      | 7                      | 8                      | Segundo puesto  |
| Duelo de baile | Freestyle / «Get the Party Started»             | 9                      | 8                      | 9                      | Segundo puesto  |

- Temporada 4 con Paulina Porizkova

| Semana | Baile / Canción          | Puntajes de los jueces | Puntajes de los jueces | Puntajes de los jueces | Resultado       |
| Semana | Baile / Canción          | C. I.                  | L. G.                  | B. T.                  | Resultado       |
| ------ | ------------------------ | ---------------------- | ---------------------- | ---------------------- | --------------- |
| 1      | Foxtrot / «Too Darn Hot» | 6                      | 6                      | 7                      | Sin eliminación |
| 2      | Mambo / «La Bamba»       | 7                      | 7                      | 7                      | Eliminados      |

- Temporada 5 con Josie Maran

| Semana | Baile / Canción                       | Puntajes de los jueces | Puntajes de los jueces | Puntajes de los jueces | Resultado  |
| Semana | Baile / Canción                       | C. I.                  | L. G.                  | B. T.                  | Resultado  |
| ------ | ------------------------------------- | ---------------------- | ---------------------- | ---------------------- | ---------- |
| 1      | Foxtrot / «Walkin' My Baby Back Home» | 6                      | 5                      | 5                      | Eliminados |

- Temporada 7 con Toni Braxton

| Semana | Baile / Canción                               | Puntajes de los jueces | Puntajes de los jueces | Puntajes de los jueces | Resultado        |
| Semana | Baile / Canción                               | C. I.                  | L. G.                  | B. T.                  | Resultado        |
| ------ | --------------------------------------------- | ---------------------- | ---------------------- | ---------------------- | ---------------- |
| 1      | Chachachá / «Smooth»                          | 7                      | 7                      | 8                      | Salvados         |
| 1      | Quickstep / «Blue Skies»                      | 8                      | 7                      | 8                      | Últimos salvados |
| 2      | Rumba / «I Can't Make You Love Me»            | 7                      | 8                      | 8                      | Salvados         |
| 3      | Vals vienés / «Für Elise»                     | 8                      | 7                      | 7                      | Salvados         |
| 4      | Samba / «De Donde Soy»                        | 7                      | 7                      | 8                      | Salvados         |
| 5      | West coast swing / «The Way You Make Me Feel» | 7                      | 7                      | 8                      | Eliminados       |

- Temporada 9 con Natalie Coughlin

| Semana                                                               | Baile / Canción                               | Puntajes de los jueces | Puntajes de los jueces | Puntajes de los jueces | Resultado  |
| Semana                                                               | Baile / Canción                               | C. I.                  | L. G.                  | B. T.                  | Resultado  |
| -------------------------------------------------------------------- | --------------------------------------------- | ---------------------- | ---------------------- | ---------------------- | ---------- |
| 1                                                                    | Salsa / «1+1=2»                               | 7                      | 6                      | 6                      | Salvados   |
| 1                                                                    | Relevo de Foxtrot / «The Best Is Yet to Come» | 8 puntos extras        | 8 puntos extras        | 8 puntos extras        | Salvados   |
| 2                                                                    | Quickstep / «I Want You Back»                 | 7                      | 71                     | 7                      | Salvados   |
| 3                                                                    | Rumba / «In the Air Tonight»                  | 9                      | 8                      | 9                      | Salvados   |
| 4                                                                    | Bolero / «Better in Time»                     | 8                      | 8                      | 8                      | Salvados   |
| 5                                                                    | Pasodoble / «American Woman»                  | 7                      | 8                      | 7                      | Eliminados |
| 5                                                                    | Grupo de Hustle / «The Hustle»                | Sin puntos extras      | Sin puntos extras      | Sin puntos extras      | Eliminados |
| 1Puntaje dado por el juez invitado Baz Luhrmann en lugar de Goodman. |                                               |                        |                        |                        |            |

## Vida personal
Mazo trabajó como CEO del estudio Genesis Dance Sport en San Francisco. Ampliar el estudio a Los Ángeles ha sido uno de sus objetivos. Él tiene un hermano, Genya, quien también es un bailarín salón y se ha presentado en las giras de Dancing with the Stars. Alec está casado con su pareja de baile Edyta Śliwińska, una nativa de Polonia. La pareja dio la bienvenida a un hijo, Michael Alexander Mazo, el 4 de enero de 2014. El 18 de junio de 2017, tuvieron su segundo hijo, una niña a la cual llamaron Leia Josephine.